# Guile
Guile (Japans: ガイル) is een personage dat begin jaren 1990 werd bedacht door computerspellenfabrikant Capcom. Hij komt voor in de reeks gevechtsspellen van Street Fighter. Hij was voor het eerst te zien in Street Fighter II: The World Warrior.

## Achtergrond
Guile maakte zijn eerste verschijning in Street Fighter II (1991) als een van de acht selecteerbare personages in de eerste release van het spel. Hij is een Major in de United States Air Force, en verlaat zijn land en familie om in de World Warrior toernooi de dood van zijn vriend Charlie, die werd gedood door M. Bison, het toernooi sponsor, te wreken. Uiteindelijk verslaat hij Bison, maar wordt afgeraden hem te doden door zijn vrouw en hun dochter. Guile spaart Bison en keert terug om een familie man te zijn. 
Guiles oorlogsmaat Charlie zou verschijnen in de latere prequel-serie Street Fighter Alpha, hoewel Guile zelf niet werd opgenomen in deze sub-serie tot de console-versies van Street Fighter Alpha 3 (1998). Oorspronkelijk was Guile een verborgen personage in de eerste PlayStation versie van het spel, hoewel latere versies hem maakte als een deel van het eerste dienstrooster. In zijn verhaallijn in het spel, is Guile een Air Force luitenant die als opdracht heeft om Charlie op te sporen, die is verdwenen. Guile bevecht uiteindelijk Charlie, evenals Bison als zijn laatste tegenstander. In zijn einde, infiltreert Guile Bisons basis met Charlie en stelt explosieven op de Psycho Drive, alleen worden ze op heterdaad betrapt door Bison. Charlie heeft Bison uitgeschakeld, terwijl Guile ontsnapt en de basis ontploft met Charlie er nog in, wat resulteert tot zijn dood. 
Guile verschijnt ook als een speelbaar karakter in Street Fighter EX (1997) en de twee sequels, Street Fighter EX2 (1998) en Street Fighter EX3 (2000). De verhaallijn van de EX-serie vindt plaats op hetzelfde moment als Street Fighter II. Zijn relatie met Ken als zwagers (hun echtgenotes zijn zussen) wordt voor het eerst genoemd in Kens ending in de Japanse versie van de originele EX2.
Guile is een van de terugkerende personages dat verschijnt in Street Fighter IV. Hij zoekt een vergunning om een reddingsmissie voor zijn vermiste kameraad Charlie te ondernemen, maar zijn verzoek wordt afgewezen door zijn superieuren. Tijdens het toernooi staat Guile tegenover Abel, een man die lijdt aan geheugenverlies, die beweert dat hij Guiles bewegingen elders heeft gezien. 

## Kenmerken
Vroege Street Fighter II schetsen en notities suggereren dat Guile speciaal werd ontwikkeld om een beroep te doen op Amerikaanse fans. In een interview met Game On! verklaarde Noritaka Funamizu van Capcom dat van de populairdere karakters in de serie bij het westerse publiek, Guile waarschijnlijk het meest als hoofdpersoon van het spel werd geacht. Zijn fysieke verschijning is opvallend verschillend van de vele Aziatische karakters in de Street Fighter serie, met lichtblauwe ogen, een gebeitelde kaak, en een blonde en vooral hoge flattop kapsel. De lengte van Guiles haar varieert sterk van uiterlijk. Het is relatief realistisch in Street Fighter II, en onmogelijk hoog in SVC Chaos: SNK vs Capcom. Capcom bronnenboeken suggereren dat het beroemde kapsel van Guile is gestyled met een speciale-bestelde leger haarlak om het te houden (hoewel hij het snel weer vaststeld na een wedstrijd). Een andere manier waarin Guile verschilt van de Aziatische strijders in de serie, zijn zijn tatoeages van de vlag van de Verenigde Staten: een op elke deltaspier. Ten slotte maakt de militaire outfit Guiles totale Amerikaanse uiterlijk compleet. Hij draagt Charlies dog tag naast zijn eigen als hij zoekt naar M. Bison.

## Citaten
- "Are you man enough to fight with me?"
- "Go home and be a family man!"

## Trivia
- In de speelfilm Street Fighter vervangt Guile Ryu als de hoofdpersonage en luidt zijn volledige naam "William Guile".
- In de film werd Guile gespeeld door Jean-Claude Van Damme.
- Guiles eerdere overwinningsuitspraken zijn Go home and be a family man! en Are you man enough to fight with me?. Hij zou die willekeurig zeggen wanneer hij een gevecht tegen een vechter, met inbegrip van Chun-Li won. In latere versies was dit gewijzigd; in Super SF2, werd de uitspraak "Are you bad enough to fight me?".
- Het uiterlijk van Guile is geïnspireerd op Rudolf Von Stroheim en Jean Pierre Polnareff, beiden van de beroemde manga serie JoJo Bizarre Adventure.

Abel · 
Adon · 
Akuma · 
Alex · 
Balrog · 
Birdie · 
Blanka · 
Cammy · 
Charlie · 
Chun-Li · 
Cody · 
Crimson Viper · 
Dan · 
Dee Jay · 
Dhalsim · 
De Dolls · 
Dudley · 
Eagle · 
E. Honda · 
Elena · 
El Fuerte · 
Fei Long · 
Gen · 
Gill · 
Gouken · 
Guile · 
Guy · 
Hakan · 
Hugo · 
Ibuki · 
Ingrid · 
Juri · 
Karin · 
Ken · 
M. Bison · 
Makoto · 
Necro · 
Oni · 
Oro · 
Poison · 
R. Mika · 
Remy · 
Rolento · 
Rose · 
Rufus · 
Ryu · 
Sagat · 
Sakura · 
Sean · 
Seth · 
T. Hawk · 
Twelve · 
Urien · 
Vega · 
Yang · 
Yun · 
Zangief